# اندیس نمک پزم حچا
نمک پزم حچا یک اندیس غیرفلزی است که در حوالی شهر کنارک استان سیستان و بلوچستان قرار دارد و مادهٔ معدنی موجود در آن، نمک است. سنگ میزبان این اندیس تبخیریها است و دیرینگی آن به دوران کواترنر-عهدحاضر می‌رسد. 